# Paso Pordoi
El Paso Pordoi (en italiano: Passo Pordoi, en ladino: Jof de Pordou), es un paso de montaña ubicado en las Dolomitas a 2.239 m s. n. m.
Ubicado en la frontera de las regiones del Véneto y Trentino-Alto Adigio, conecta Arabba en el Val Cordevole (provincia de Belluno) con Canazei en el Val di Fassa (provincia de Trento), a través de la carretera estatal SP 48. Se encuentra situado entre el grupo de Sella en el norte y el grupo de Marmolada al sur.

## Ciclismo
El Paso Pordoi es una de las subidas más famosas del Giro de Italia. La vertiente desde Canazei tiene una longitud de 13 kilómetros con una pendiente media del 6 %, mientras que la vertiente de Arabba, es más corta (9,4 km) pero mayor pendiente media (6,8 %).
Ha sido Cima Coppi del Giro de Italia en 14 ocasiones.
Los finales de etapa del Giro de Italia que han acabado en esta cima han sido:
- 1990 (6 de junio): 16.ª etapa, vencedor  Charly Mottet.
- 1991 (12 de junio): 17.ª etapa, vencedor  Franco Chioccioli.
- 1996 (7 de junio): 20.ª etapa, vencedor  Enrico Zaina.
- 2001 (1 de junio): 13.ª etapa, vencedor  Julio Alberto Pérez Cuapio.

Los corredores que han coronado en primera posición esta cima han sido:
| - 1940: Gino Bartali. - 1947: Fausto Coppi. - 1948: Fausto Coppi. - 1949: Fausto Coppi. - 1950: Jean Robic. - 1952: Fausto Coppi. - 1953: Hugo Koblet. - 1954: Fausto Coppi. - 1955: José Serra Gil. - 1958: Jean Brankart. - 1961: Vito Taccone. - 1966: Franco Bitossi. - 1967: Aurelio González. - 1970: Luciano Armani. - 1971: Marino Basso. - 1975: Francisco Galdós. - 1977: Ueli Sutter. - 1979: Leonardo Natale. - 1983: Marino Lejarreta. - 1984: Laurent Fignon. - 1986: Pedro Muñoz. | - 1987: Jean-Claude Bagot. - 1989: Roberto Conti. - 1990: Maurizio Vandelli (1er paso). - 1990: Charly Mottet (meta) - 1991: Franco Vona (1er paso). - 1991: Franco Chioccioli (meta). - 1992: Claudio Chiappucci. - 1993: Miguel Induráin (1er paso). - 1993: Franco Vona (2º paso). - 1996: Mariano Piccoli (1er paso). - 1996: Enrico Zaina (meta). - 1997: José Jaime González. - 2001: Freddy González (1er paso). - 2001: Julio Alberto Pérez Cuapio (meta). - 2002: Julio Alberto Pérez Cuapio. - 2006: Fortunato Baliani. - 2008: Emanuele Sella. - 2016: Damiano Cunego. - 2017: Diego Rosa. - 2022: Alessandro Covi. |

## Galería de imágenes

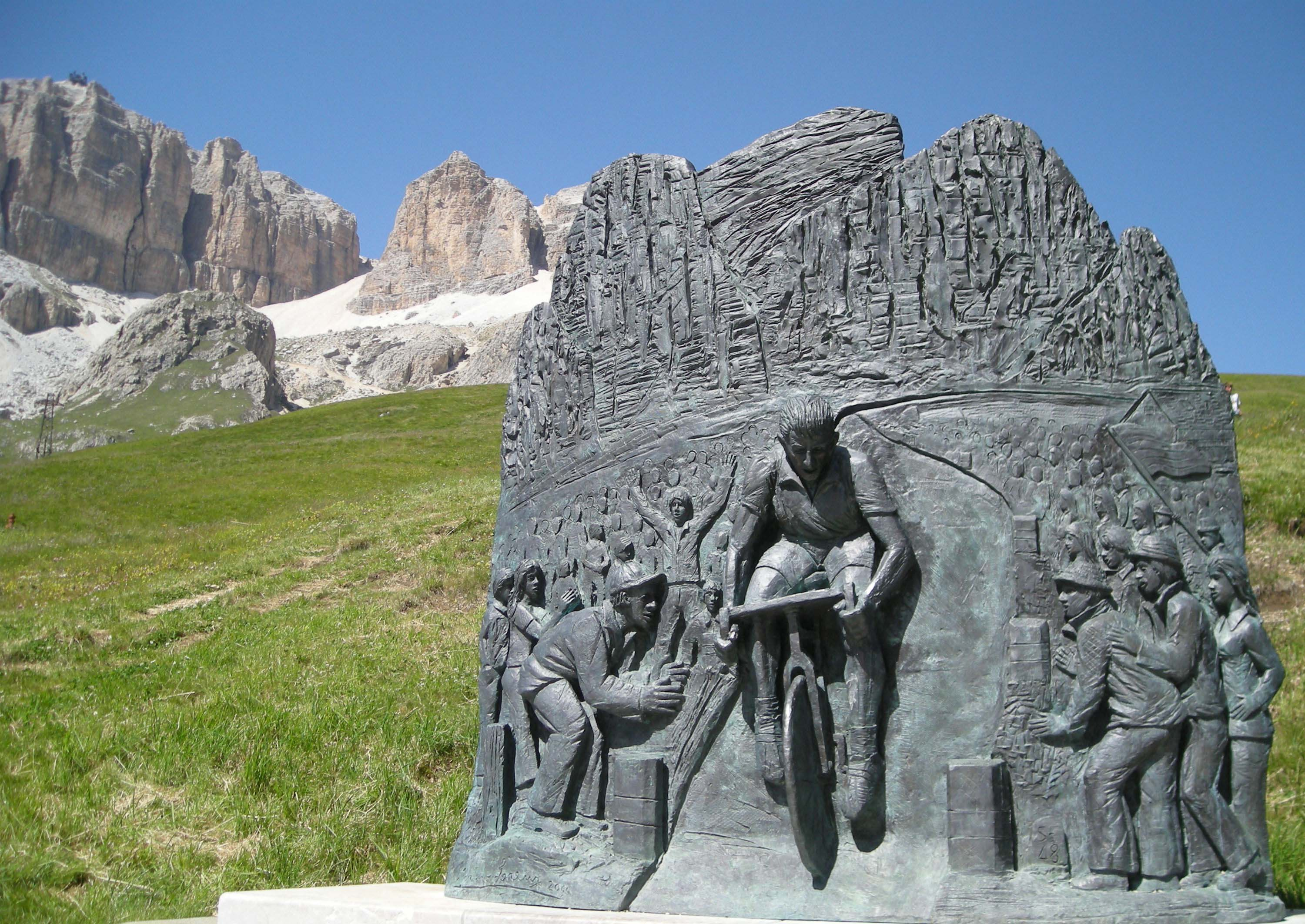
Memorial a Fausto Coppi en el Paso del Pordoi
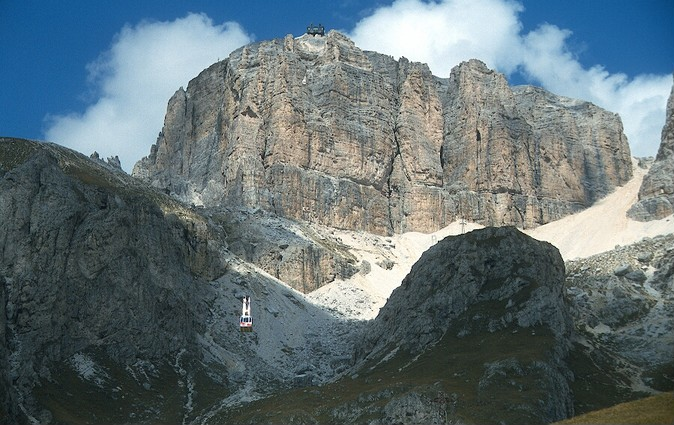
El teleférico que va al Pordoi
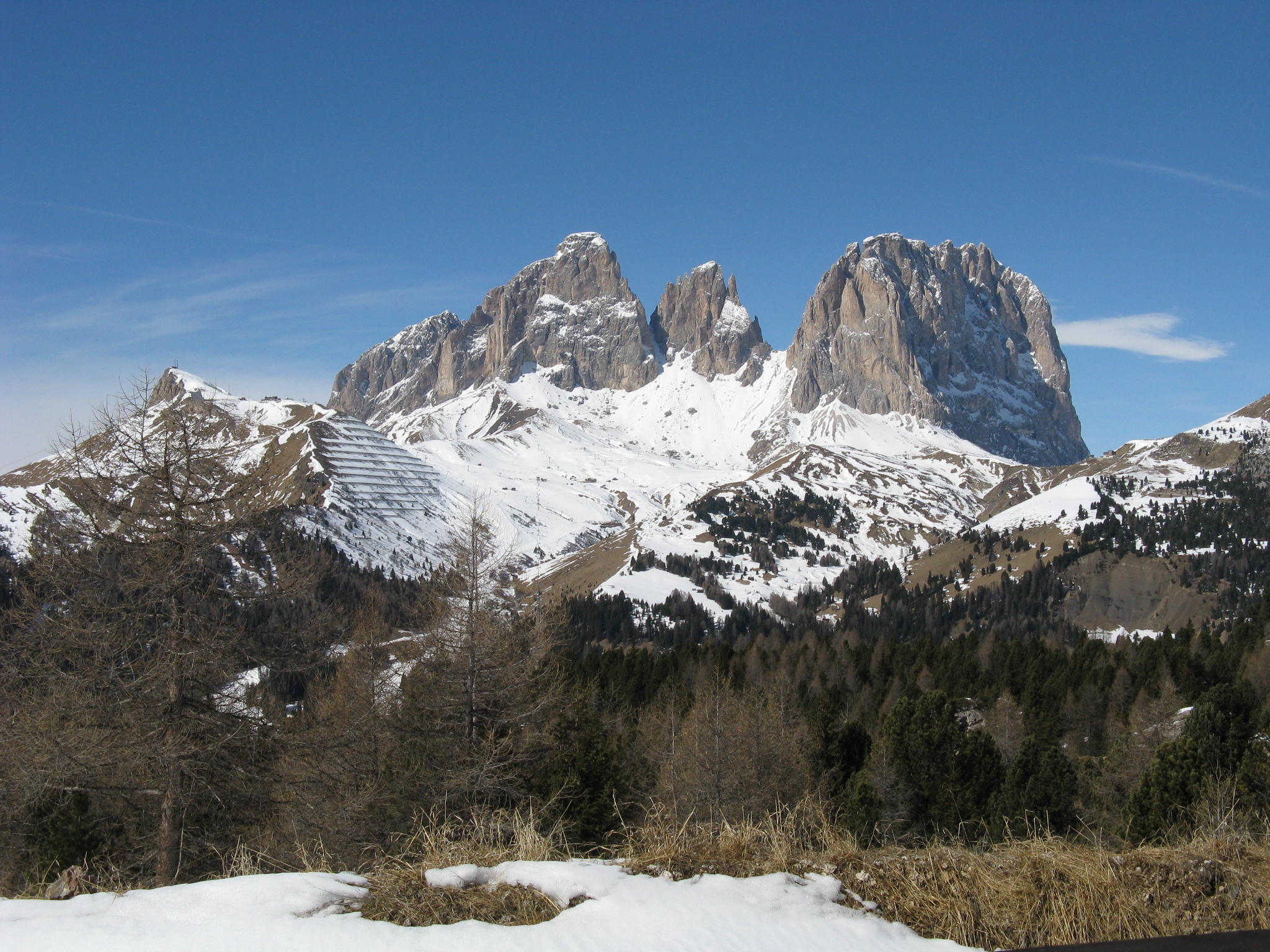
Vista del Sassolungo en el Passo Pordoi
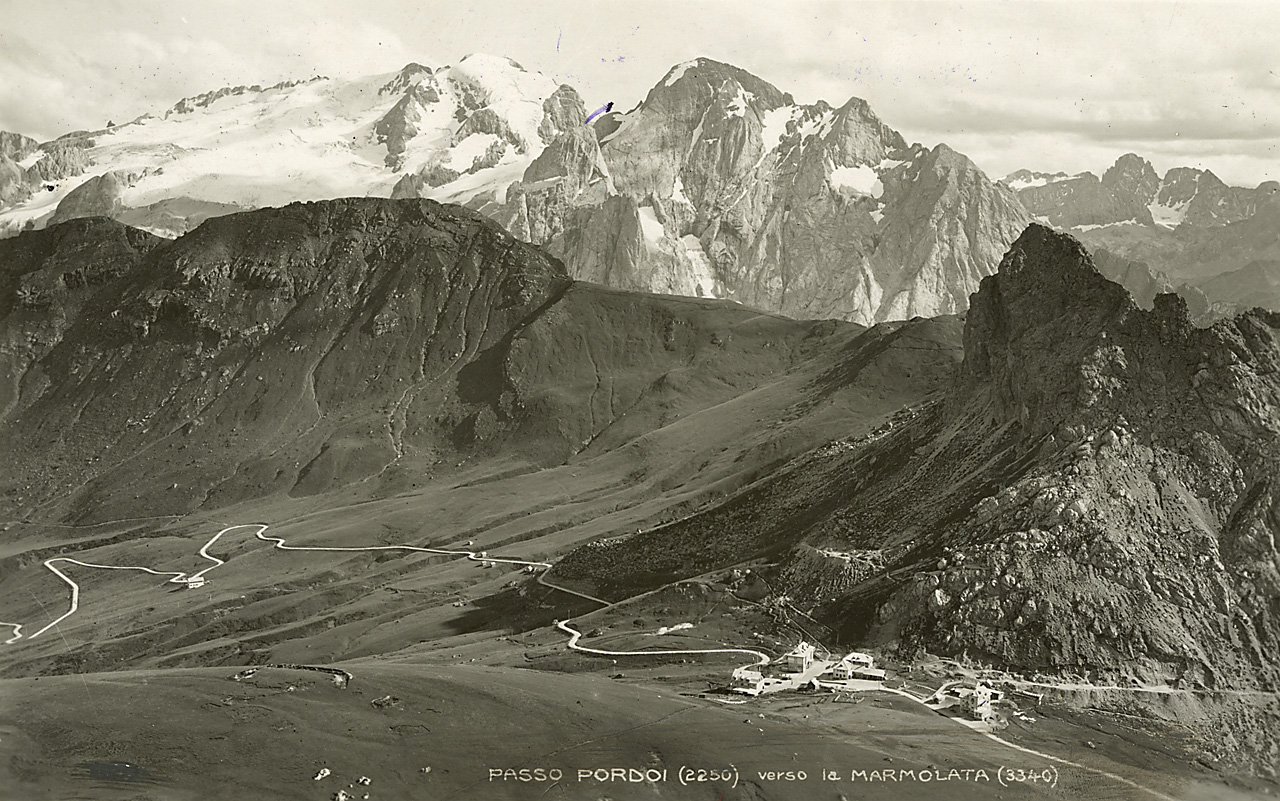
Passo Pordoi en una fotografíahistórica
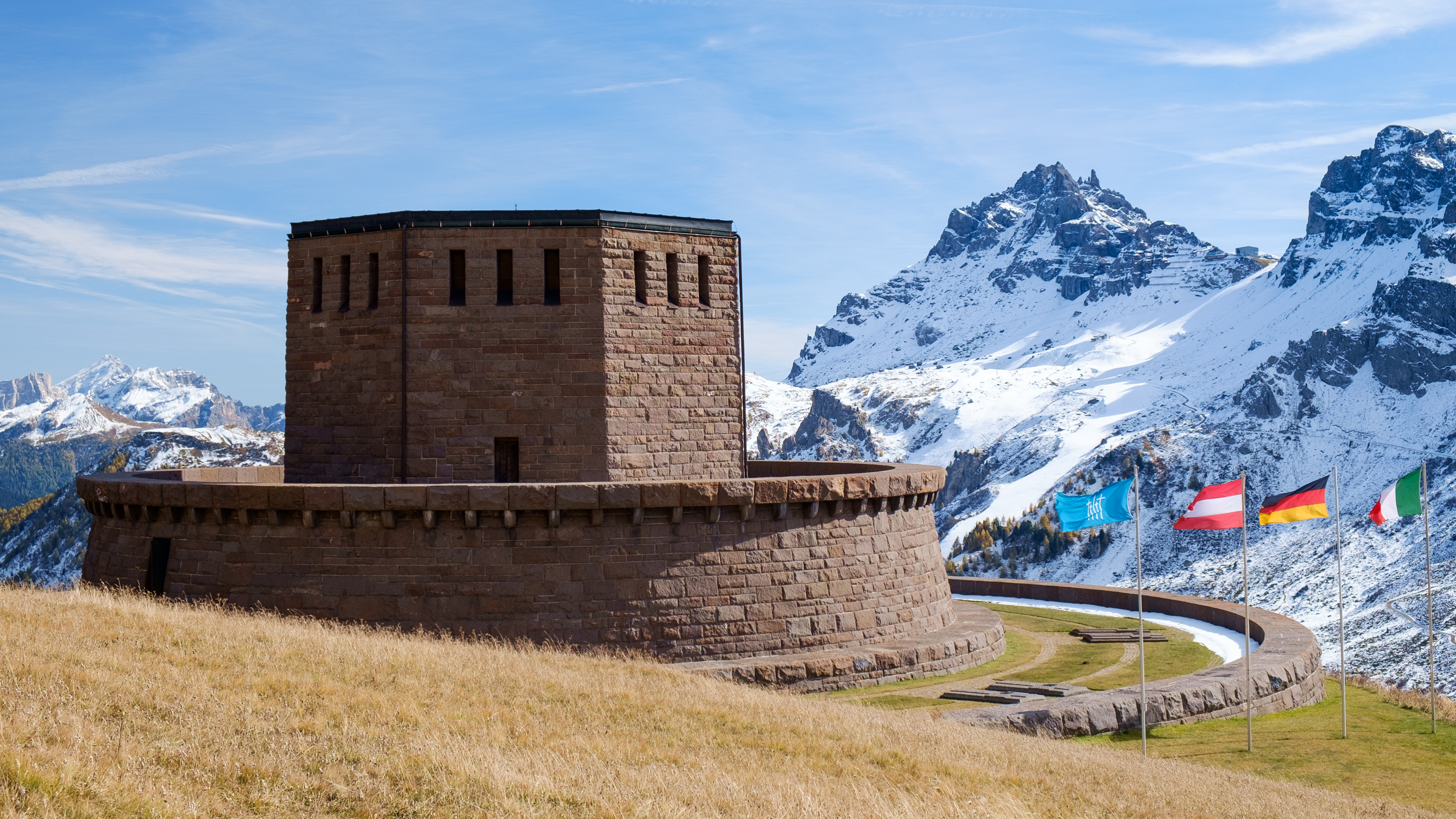
Cementerio militar alemán del Pordoi

Vista del Passo Pordoi.